# Pardon national de la batellerie
Le Pardon national de la batellerie est une manifestation se déroulant traditionnellement, chaque année, le troisième week-end de juin depuis 1960 à Conflans-Sainte-Honorine (Yvelines), capitale française de la batellerie,Avant mille neuf cent soixante, le pardon était consacré à Sainte Honorine et à Saint Nicolas, le patron des mariniers. Son originalité tient dans sa nature commémorative à la fois civile et religieuse. Son objectif premier est d'honorer le souvenir des anciens combattants de la batellerie morts pour la France. Le samedi, un bateau flamme amène la flamme du souvenir provenant de l'arc de triomphe à Paris. Une cérémonie a lieu autour du monument aux morts de la batellerie au Confluent. Le dimanche, la messe des bateaux est célébrée à bord d'un automoteur amarré au même endroit. Après la messe, et avec la participation des autorités, une gerbe de fleurs est lancée dans la Seine. S'ensuit une bénédiction des bateaux. C'est l'occasion d'une grande fête populaire. Cet évènement est également connu sous le nom de Grand pardon de la batellerie.

## Historique
Prémices : En 1958, les anciens combattants de la batellerie raniment pour la première fois la flamme du souvenir ramenée de l'arc de triomphe. L'année suivante, une fête foraine s'installe place Clemenceau à la même époque.
Naissance officielle du pardon national de la batellerie : Le père Gousset, alors nouvel aumônier du Je Sers, bateau-chapelle des bateliers a rapporté plus tard les conditions de la création de l'évènement. Trois éléments, pierres d'attente incarnées par trois hommes auxquels s'ajoute un architecte :
- premier élément : le désir de perpétuer et d'exalter le souvenir des anciens combattants de la batellerie, morts pour la France, incarné par Eugène Benoit, président des anciens combattants de la Batellerie ;
- deuxième élément : le désir de provoquer une manifestation en l'honneur de la communauté marinière souvent dispersée qui trouve ainsi une occasion de se réunir, incarné par Gilbert Legrand, conseiller municipal et futur maire, lui-même fils de batelier ;
- troisième élément : le désir de donner une expression collective à l’âme profondément religieuse du marinier, incarné par le père Gousset.

Le père Gousset précise : « La rencontre de ces trois éléments devait se faire à la fin de 1959, si ma mémoire est bonne, ou dans les tout premiers jours de 1960. Bientôt un architecte qui a du sang breton devait se présenter. L'affaire était lancée. En une séance mémorable sur le bateau du salon nautique à Paris, M. David (car c'est lui l'architecte) qui accompagne M. Berrurier, maire de Conflans-Sainte-Honorine, particulièrement soucieux du bien des mariniers, entouré de M. Gilbert Legrand, de M. Benoit et de M. l'abbé Gousset, fortement appuyé par les députés Drouot-L'Hermine et Nungesser, emportait après un débat fort animé avec d'autres partenaires, le résultat souhaité : la naissance et la reconnaissance du pardon national de la batellerie ».
Jean David, secrétaire général de la mairie, arrivé en 1958 du Finistère, est à l'origine de la dénomination pardon, le pardon étant une manifestation traditionnelle de la foi populaire en Bretagne, consistant en un pèlerinage généralement suivi d'une fête populaire.
Dès les premières années, on a pu compter jusqu'à plus de 300 péniches réunies pour l'occasion. Le musée de la batellerie créé en 1965 à l'initiative de Louise Weiss est un des acteurs de la manifestation.

## Programme-type
Le programme type du pardon national de la batellerie se compose de plusieurs éléments traditionnels.

### Cérémonies officielles
Vendredi :
- Vendredi soir 18 h 30 : Ravivage de la flamme à l'arc de triomphe (Paris).

Samedi :
- Procession fluviale depuis Paris comprenant une dizaine de péniches ;
- Accueil de la flamme par les officiels et l'orchestre des Sapeurs-pompiers des Yvelines vers 16 h 30 (bateau Je Sers) ;
- Défilé jusqu'au monument aux morts de la batellerie ;
- Dépôt d'une gerbe à la stèle de Mme Coty, marraine des bateliers au Pointil ;
- Banquet du pardon au Pointil.

Dimanche :
- 9 h : Bénédiction des bateaux ;
- 10 h 30 : Messe ;
- 11 h 30 : Immersion de la gerbe ;
- 12 h : Remise des lots pour les bateaux décorés ;
- 13 h : Pot de l'amitié organisé par l'Association familiale de la batellerie (AFB) et offert par la Chambre nationale de la batellerie artisanale (CNBA).

### Festivités
Tout le week-end, de nombreuses animations sont mises en place sur les bords de Seine par la Ville de Conflans-Sainte-Honorine. Le samedi est le jour phare des festivités avec des animations pour petits et grands, des expositions culturelles sur le patrimoine fluvial de la commune, des démonstrations et/ou initiations en tous genres. Un village des acteurs du fleuve, dont notamment Voies navigables de France (VNF), la Chambre nationale de la batellerie artisanale (CNBA), Ports de Paris, est également mis en place sur les quais du fleuve pour inviter les Conflanais et les visiteurs à découvrir le monde de la batellerie d'hier, d'aujourd'hui et de demain.
En soirée, des grands repas, façon guinguette, et des concerts ou bals sont organisés pour finir la journée en musique.

## Quelques millésimes
- 8e pardon de la batellerie de Conflans-Sainte-Honorine : remise du 1er prix au bateau Dedee de Jean-Paul Tirache. Ce dernier présente la médaille et la photo de la péniche lors de la remise en 1967.
- 31e pardon de la batellerie de Conflans-Sainte-Honorine : discours du premier ministre, Michel Rocard[8].
- 48e pardon de la batellerie de Conflans-Sainte-Honorine (2007) : spectacle de rue[9].
- 50e pardon de la batellerie de Conflans-Sainte-Honorine (2009) : concert de Johnny Clegg[10] ; Tour de France des canaux par Jean-Jacques Dufayet (l'Express et RFI), 1re étape : de Paris à Conflans, jour du pardon[11].
- 51e pardon de la batellerie de Conflans-Sainte-Honorine (2010) : 7000 personnes au concert d'Olivia Ruiz[12].
- 52e pardon de la batellerie de Conflans-Sainte-Honorine (2011) : 5000 spectateurs attendus au concert[13].
- 54e pardon de la batellerie de Conflans-Sainte-Honorine (2013) : visite de Frédéric Cuvillier, ministre des Transports[14].
- 55e pardon de la batellerie de Conflans-Sainte-Honorine (2014) : 24 millions de tonnes de marchandises ont transité en 2013 par la commune. Les mariniers tentent de préserver la tradition[15].
- 56e pardon national de la batellerie de Conflans-Sainte-Honorine (2015[16]) : inauguration de la nouvelle muséographie du musée de la batellerie et des voies navigables[17] ; exposition des œuvres de Marcel Chantre ; démonstration d'hélitreuillage de la brigade fluviale de la gendarmerie nationale (voir vidéo)[18]; spectacle de jeux d'eau au Pointil ; présence de Gérard Larcher, président du Sénat, pour l'immersion de la couronne de Conflans le dimanche ; croisières commentées par les Ambassadeurs du fleuve.
- 57e pardon national de la batellerie de Conflans-Sainte-Honorine (2016[19],[20]) : inauguration d'un débarcadère pour véhicules sur la rive gauche ; défilé de bateaux-bidons ; soirée guinguette ; spectacle fantasmagorique ; croisières du Pardon avec d'anciens bateliers.
- 58e pardon national de la batellerie de Conflans-Sainte-Honorine (2017[21],[22]) : entre histoire et modernité : découverte des métiers du fleuve ; démonstrations et show motonautiques sur la Seine (flyboards, jet-skis, offshores) ; chants de mariniers ; guinguette et bal ; croisières du Pardon avec d'anciens bateliers.

## Les autres pardons de la batellerie
Plusieurs centres importants de la batellerie en France et en Belgique ont utilisé, par la suite, le terme pardon pour désigner des fêtes et traditions souvent anciennes ponctuant la vie marinière, toujours avec une double vocation, civile et religieuse :
- Fête et pardon de la batellerie de Douai-Dorignies (depuis 1973 se déroule le 1er mai)[23],[24]
- Pardon des mariniers de Saint-Jean-de-Losne (depuis 1970 à la mi-juin)[25]
- Pardon de la batellerie de Longueil-Annel (depuis 1986 le premier week-end de juillet)[26]
- Pardon de la batellerie et fête de l'eau de Béthune (début mai)[27]
- Pardon de la batellerie de l'Oust à Saint-Congard sur le canal de Nantes à Brest (depuis 2013 fin juin)[28]
- Pardon de Marchienne en Belgique (depuis 1995 fin septembre)[29]
- Pardon d'Antoing en Belgique[30]